# Dorfkirche Stahnsdorf

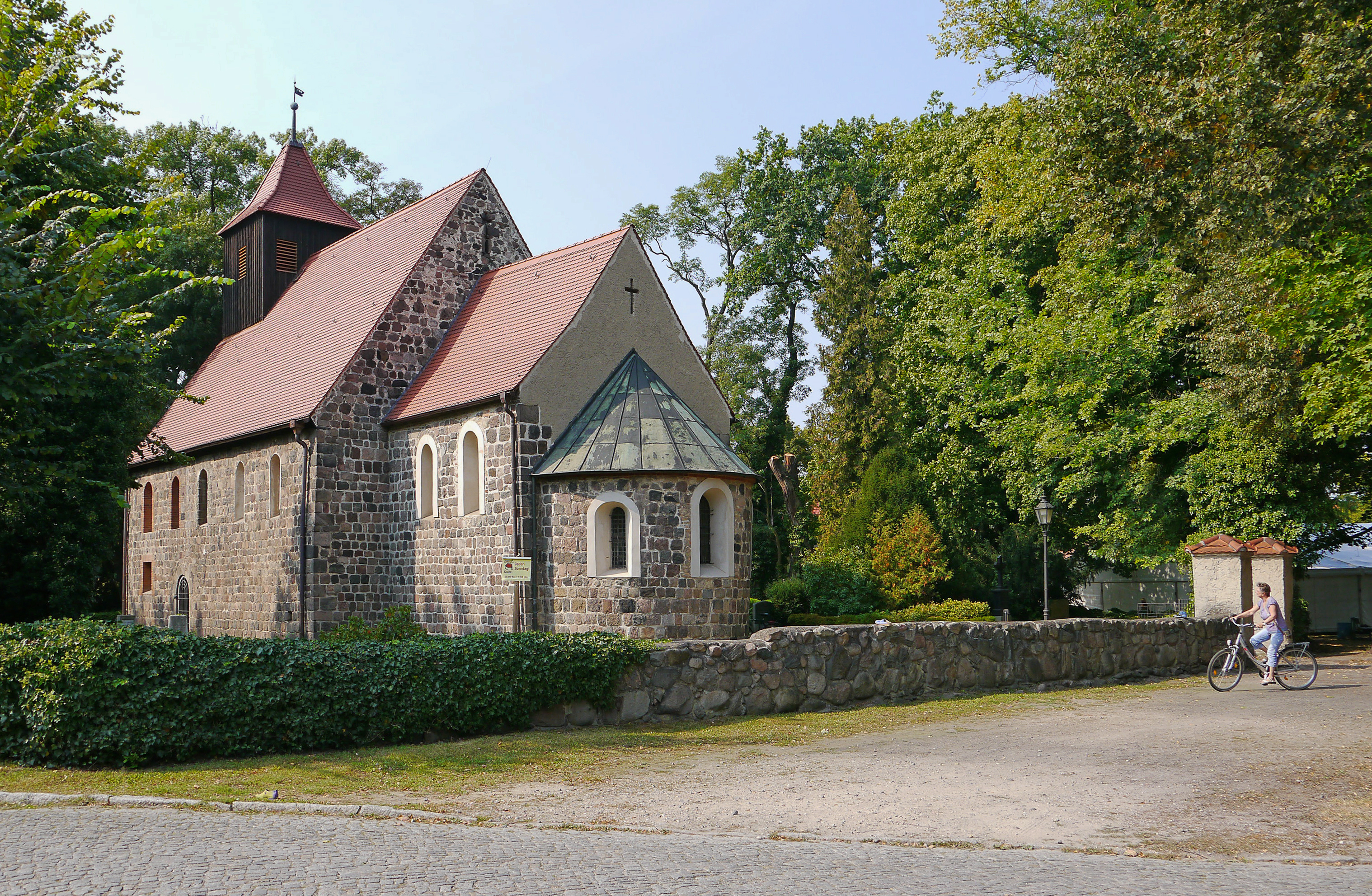
Dorfkirche Stahnsdorf, Ansicht von Südosten

Die evangelische Dorfkirche Stahnsdorf ist ein Sakralbau aus der ersten Hälfte des 13. Jahrhunderts in Stahnsdorf im Landkreis Potsdam-Mittelmark (Brandenburg).

## Geschichte
Die erste urkundliche Erwähnung des Dorfes ist aus dem Jahr 1264 überliefert. Zu dieser Zeit bestand die Kirche schon, für die allgemein ein Baubeginn kurz nach 1200 und eine Fertigstellung zum Ende des ersten Drittels des 13. Jahrhunderts angenommen wird. Mangels dendrochronologischer Untersuchungen am erhaltenen Originalgebälk des Chorraums greift die Datierung auf Stilvergleiche zurück. Danach lässt sich feststellen, dass der Bau aus Kirchensaal, Chorquadrat und halbrunder Apsis aus äußerst sorgfältig behauenen Feldsteinen und in einem Zug erbaut wurde. Damit steht sie in einer Reihe mit den als älteste Kirchen der Mittelmark angesehenen Kirchen wie der Dorfkirche Marienfelde und der Dorfkirche Waltersdorf.
Im Mittelalter war die Dorfkirche Pfarrkirche für einen ausgedehnten Pfarrsprengel, der neben dem slawischen und dem deutschen Dorf Stahnsdorf auch Sputendorf und Kleinmachnow umfasste und territorial bis an den Großen Wannsee reichte. Anders als häufig angenommen, spielten die Zisterzienser aus dem Kloster Lehnin keine Rolle für den Bau und die Seelsorge in Stahnsdorf. Nachdem die Familie von Hake im Jahr 1435 mit Stahnsdorf und Kleinmachnow belehnt wurde, übernahmen diese auch das Patronat über die Kirche und wählten sie bis zum Ende des 16. Jahrhunderts zu ihrer Grabstätte. Otto von Hake war im Jahr 1590 der letzte seiner Familie, der hier bestattet wurde. Seine Grabplatte vor dem Altar und ein Epitaph an der Nordwand des Chorraums sind erhalten. Auch nach Fertigstellung der Dorfkirche Kleinmachnow im Jahr 1597 blieb die Stahnsdorfer Kirche Pfarrkirche.
Im Dreißigjährigen Krieg wurde die Kirche wie auch das Dorf schwer in Mitleidenschaft gezogen. Vermutlich in dieser Zeit brannte der Dachstuhl des Kirchenschiffs aus und die Kirche verfiel. Im Jahr 1696 wurde die Kirche durch Ernst Ludewich von Hake instand gesetzt und an der Nordseite des Chorraums eine Sakristei angebaut, die durch die ehemalige Priesterpforte zugänglich ist.
Ein verbretterter Turmaufsatz wurde 1779 am Westgiebel aufgesetzt. Er trägt zwei Glocken. Von der Rolle als Pfarrkirche über einen größeren Pfarrsprengel zeugen beispielsweise eine Auseinandersetzung um die Beisetzungen der Familie von Hake in Kleinmachnow aus dem Jahr 1832 oder der Eintrag des Suizids des Dichters Heinrich von Kleist und der von ihm getöteten Henriette Vogel im Stahnsdorfer Totenregister aus dem Jahr 1811.
Die Dorfkirche wurde Anfang der 1980er Jahre und erneut ab 2007 restauriert.

## Architektur
Die spätromanische Dorfkirche wurde als sogenannte vollständige Anlage ohne Westturm aus Kirchensaal, stark eingezogenem Chorquadrat und halbrunder Apsis ausgeführt. Die Steinreihung ist über einem Fundament aus unbehauenen Steinen durchgehend aus exakt behauenen Feldsteinen über alle Bauteile der Kirche ausgeführt. Ab der vierten bzw. fünften Steinreihe wurden an den Ecken des Kirchensaals bzw. des Chores teilweise größere Steine verbaut, die an diesen Stellen die Steinreihen unterbrechen. Das Kirchenschiff ist von Süden und Norden durch je eine Pforte zugänglich, im Norden als zweifach abgetreppter, gedrückter Spitzbogen ausgeführt. Die frühere Priesterpforte an der Nordseite des Chorraums führt in die 1696 angebaute und von außen unzugängliche Sakristei.
Der Kirchenraum ist flach gedeckt. Kirchenschiff und Chor werden durch einen romanischen Triumphbogen getrennt. An der Westseite hinter den Portalen gelegen, befindet sich die Orgelempore, über die auch der hölzerne Glockenturm erschlossen wird.
Das Kirchenschiff wies im Norden und Süden jeweils fünf hochliegende Rundbogenfenster auf. Die jeweils westlichsten Fenster wurden nachträglich nach unten erweitert, bei der Restaurierung im Jahr 1983 aber wieder dem ursprünglichen Aussehen angenähert. Das mittlere Nordfenster wurde in früherer Zeit sorgfältig zugesetzt. In gleicher Form und Höhe weist der Chorraum zwei Südfenster auf. An der Chornordseite ist die frühere Lage eventueller Fenster durch den Sakristeianbau nicht mehr zu erkennen.
Die kupfergedeckte Apsis hat drei Rundbogenfenster, die nachträglich vergrößert und, ebenso wie die Nord- und Chorfenster, durch Putzfaschen optisch verbreitert wurden.

## Innenausstattung
Bedeutendstes Ausstattungsstück der Kirche ist ein um 1430 entstandener spätgotischer Flügelaltar mit geschnitzten Heiligenfiguren. Die Fassung des Altars ist nachträglich in einfachen Renaissanceformen verändert worden. Im Mittelteil des Altars ist die Gottesmutter Maria mit dem Jesuskind dargestellt. Sie wird von Darstellungen der heiligen Katharina von Alexandrien und eines heiligen Bischofs in gleicher Größe eingerahmt. Der ohne Attribute dargestellte Bischof dürfte auf das ursprüngliche Patrozinium der Kirche hinweisen. In den Seitenflügeln finden sich Darstellungen der heiligen Barbara von Nikomedien und der heiligen Dorothea bzw. Maria Magdalena. Die Rückseiten der Flügel sind nicht erhalten. Den Altar krönt ein geschnitztes Kruzifix. Die ursprüngliche Altarmensa ist nicht erhalten.
Zwei weitere spätgotische geschnitzte Figuren aus dem späten 15. Jahrhundert stellen die heilige Anna Selbdritt und den auferstandenen Christus dar. Beide Figuren befanden sich bis in die 1960er Jahre provisorisch auf dem Flügelaltar neben dem Kruzifix. Der Auferstehungschristus, möglicherweise ehemals Zentrum eines Fronleichnamsaltares, befindet sich rechts des Triumphbogens im Kirchenschiff. Die Anna-Selbdritt-Figur dürfte zu einem eigenen Annenaltar gehört haben und wurde nach einer Restaurierung hinter Glas in der früheren Sakramentsnische neben dem Flügelaltar untergebracht.
Im Altarraum befindet sich im Boden vor dem Altar die Grabplatte des 1590 gestorbenen Otto von Hake. An dieselbe Person erinnert ein Epitaph an der Nordwand des Chorraums. In den 1980er Jahren wurden an den Wänden mittelalterliche Weihekreuze und weitere ziegelrote Wandmalereien in Form von lilienartigen Ornamenten und Schachbrettmustern freigelegt. Die Darstellung eines Weinstocks wurde konserviert und übermalt.
Ebenfalls im Chorraum befindet sich ein einfaches Patronatsgestühl mit aufgemalten Wappen. Eine Taufschale aus dem 16./17. Jahrhundert und die Kanzel aus dem 17. Jahrhundert, links des Triumphbogens ergänzen die Ausstattung.